# Яцек Малаховський
Я́цек Малахо́вський (пол. Jacek Małachowski; 25 вересня 1737—27 березня 1821) — державний діяч Речі Посполитої. Представник шляхетського роду Малаховських гербу Наленч, граф. Народився в Конському, Польща. Третій син Яна Малаховського і Ізабели Гумецької. Великий канцлер коронний (1786–1793), сенатор, маршалок сейму (1764). Великий підстолій коронний (з 1764), великий референдар коронний (1764–1780), великий підканцлер коронний (1780–1786). Староста остроленський (з 1756), пйотрковський (з 1758) і гродецький (з 1762). Представник проросійської фракції. Виступав проти Конституції 3 травня, був учасником Тарговицької конфедерації. Після останнього поділу Речі Посполитої отримав титул графа від імператора Франца ІІ (1800). Учасник генеральної конфедерації Королівства Польського 1812 року. Помер у Бодзехуві, Польща.